# Diamond Star Halos
Diamond Star Halos è il dodicesimo album in studio del gruppo musicale britannico Def Leppard, pubblicato nel 2022.

## Tracce
- Edizione Standard

1. Take What You Want – 4:14 (Joe Elliott, Rick Savage)
2. Kick – 3:42 (Dave Bassett, Phil Collen)
3. Fire It Up – 3:19 (Collen, Sam Hollander)
4. This Guitar (featuring Alison Krauss) – 3:50 (C. J. Vanston, Collen)
5. SOS Emergency – 3:25 (Elliott, Collen)
6. Liquid Dust – 4:01 (Collen)
7. U Rok Mi – 3:33 (Collen)
8. Goodbye for Good This Time – 4:27 (Elliott)
9. All We Need – 4:46 (Elliott, Collen)
10. Open Your Eyes – 4:19 (Elliott, Collen)
11. Gimme a Kiss (Gimme a Kiss That Rocks su CD) – 3:12 (Elliott, Collen)
12. Angels (Can't Help You Now) – 4:57 (Elliott)
13. Lifeless (featuring Alison Krauss) – 4:19 (Elliott, Collen)
14. Unbreakable – 3:46 (Elliott)
15. From Here to Eternity – 5:37 (Savage)

- Tracce Bonus Edizione Deluxe

1. Goodbye for Good This Time (Avant-Garde Mix) – 4:34 (Elliott)
2. Lifeless (Joe Only Version) – 4:21 (Elliott, Collen)

- Tracce Bonus Edizione Giapponese

1. Angels (Can't Help You Now) (Stripped Version) – 4:57 (Elliott)
2. This Guitar (Joe Only Version) – 3:50 (Vanston, Collen)

## Formazione

### Def Leppard
- Joe Elliott – voce, chitarra (8, 12, 14)
- Phil Collen – chitarra (1-7, 9-15), cori (1)
- Rick Savage – basso, chitarra (1-3, 15), cori (1)
- Vivian Campbell – chitarra, cori (1)
- Rick Allen – batteria

### Altri musicisti
- Debbi Blackwell-Cook – cori (2, 3,  11, 12)
- Dave Bassett – cori (2, 3)
- Alison Krauss – voce (4, 13)
- Eric Gorfain – arrangiamento archi (4, 8, 12)
- Mike Garson – piano (8, 12)

## Classifiche
| Classifica (2022) | Posizione raggiunta |
| ----------------- | ------------------- |
| Italia            | 86                  |
| Regno Unito       | 5                   |
| Stati Uniti       | 10                  |